# Pseudharpinia dentata
Pseudharpinia dentata är en kräftdjursart som beskrevs av Schellenberg 1931. Pseudharpinia dentata ingår i släktet Pseudharpinia och familjen Phoxocephalidae. Inga underarter finns listade i Catalogue of Life.